# Sisebut
Sisebut (en latin : Sisebutus ; en espagnol : Sisebuto) est un roi wisigoth d'Hispanie et de Septimanie de 612 à 621.

## Biographie

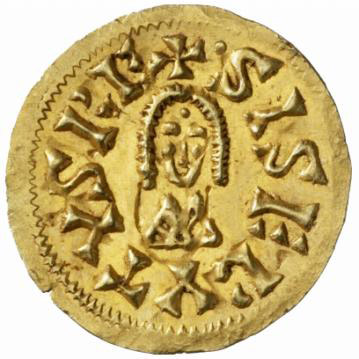
Monnaie wisigothe à l'effigie du roi Sisebut, portant l'inscription SISEBUTUS REX.

Successeur du roi Gundomar, il tente d'unifier toute la péninsule Ibérique sous son autorité et essaie d'en chasser les romains d'orient d'Hispanie, leur prenant notamment Malaga et massacrant les populations locales. Par l'intermédiaire du patrice romain d'Orient Caesarius, il négocie la paix avec l'empereur Héraclius qui, affaibli par ses guerres contre les Perses et les Avars, lui cède toutes ses possessions du sud-est de l'Hispanie avec la capitale, Carthagène, ne conservant que quelques villes côtières en Andalousie et dans l'Algarve.
Dans le nord, Sisebut fait la guerre aux Astures et la conquête de la Biscaye, qui avait autrefois appartenu au royaume des Francs.
Vers la fin de son règne, il organise une grande expédition maritime contre l'Afrique du Nord. D'après Rodéric de Tolède (qui écrit six siècles après les faits), la flotte wisigothique aurait eu pour but de « soumettre plusieurs nations d'Afrique du Nord ». Celle-ci était alors partagée entre l'exarchat de Carthage, nominalement romain d'Orient, et plusieurs principautés berbères locales : on ne sait pas si Sisebut combattait l'exarchat ou bien les pirates berbères infestant la Méditerranée occidentale. Quoi qu'il en soit, il débarqua avec la majeure partie de ses troupes dans la Maurétanie Tingitane où il s'empara de Tanger et de sa région.
Dans le domaine religieux, Sisebut, roi « très chrétien » (christianissimus), réprime le prosélytisme juif et prescrit que l'initiateur d'une conversion au judaïsme sera puni de mort. Il interdit aux Juifs de posséder des esclaves chrétiens et d'exercer une fonction publique. Sisebut est également le premier roi wisigoth (ainsi que le premier roi en Occident) à inaugurer une politique ouvertement anti-juive, forçant les Juifs de son royaume, nombreux dans les territoires pris aux romains d'Orient, à se faire baptiser (90 000 juifs auraient été convertis de force).
Après les avoir spoliés de leurs biens, il expulse les récalcitrants vers le royaume des Francs et vers l'Afrique du Nord romaine, où ils sont accueillis par l'empereur Héraclius. Isidore de Séville critique les procédés utilisés par Sisebut (« il voulait imposer par la contrainte ce qu'il fallait obtenir par la persuasion et le raisonnement »).
Sisebut félicite le roi des Lombards d'Italie Agilulf et son fils et successeur Adaloald pour leur conversion au christianisme. Une copie d'une lettre de Sisebut adressée à Adaloald et à sa mère Théodelinde est parvenue jusqu'à nous.
En 619, il convoque à Séville un concile dans lequel l'« hérésie » des Acéphales est condamnée.
Roi cultivé et lettré, s'entourant notamment d'Isidore de Séville, Sisebut nous a laissé divers écrits, des lettres, et des poèmes astrologiques, notamment sur les éclipses (Espistula Sisebuti) ; il serait également l'auteur de l'« Astronomica ». Sisebut a également écrit une « Vita Desiderius », une biographie de (saint) Didier, évêque de Vienne martyrisé en 606 à l'instigation de la reine franque d'origine wisigothe Brunehaut.
Sisebut fait construire ou reconstruire l'église Sainte-Léocadie de Tolède, plusieurs fois remaniée depuis.
Selon les écrits d'Isidore de Séville, Sisebut règne 8 ans et 6 mois. Il serait mort empoisonné, victime de l'ignorance de ses médecins. La chronique des rois wisigoths (Chronica regum Wisigotthorum) parle d'un règne de 8 ans, 11 mois et 16 jours.
Son fils Récarède, encore enfant, lui succède.

## Hommages
En Espagne, plusieurs rues portent son nom (Calle Sisebuto), notamment à Madrid et Dos Hermanas.